# Wapen van Gendt

Het wapen van Gendt

Het wapen van Gendt werd op 20 juli 1816 per besluit door de Hoge Raad van Adel aan de Gelderse gemeente Gendt bevestigd. Vanaf 2001 is het wapen niet langer als gemeentewapen in gebruik omdat de gemeente Gendt opging in de gemeente Bemmel, die zich in 2003 hernoemde in Lingewaard. In het wapen van Lingewaard is het wapen van Gendt opgenomen.

## Blazoenering
De blazoenering van het wapen luidt als volgt:
Van lazuur, beladen met een burgt en zijne twee torens, alles van goud.
Het wapen is in rijkskleuren weergegeven.

## Verklaring
In Gendt heeft vroeger een kasteel gestaan, dat inmiddels verdwenen is. Het kasteel werd voor het eerst afgebeeld op een stadszegel uit 1343. Het is goed mogelijk dat dit model heeft gestaan voor het wapen. Een ander mogelijkheid is dat het op de stad zelf slaat, daar deze een stadspoort en -gracht heeft gehad.

## Verwante wapens

Wapen van Lingewaard

Aalst · 
Ammerzoden · 
Angerlo · 
Appeltern · 
Batenburg · 
Beesd · 
Beltrum · 
Bemmel · 
Bergharen · 
Bergh · 
Beusichem · 
Borculo · 
Brakel · 
Buurmalsen · 
Deil · 
Didam · 
Dinxperlo · 
Dodewaard ·
Doornspijk ·
Dreumel ·
Driel ·
Echteld ·
Eibergen ·
Elst ·
Est en Opijnen ·
Everdingen ·
Ewijk ·
Gameren ·
Geesteren · 
Geldermalsen · 
Gendringen · 
Gendt ·
Groenlo ·
Groesbeek ·  
Haaften ·
Hedel ·
's-Heerenberg ·
Heerewaarden ·
Hemmen ·
Hengelo ·
Herwen en Aerdt ·
Herwijnen ·
Heteren ·
Heukelum ·
Hoevelaken ·
Horssen ·
Huissen ·
Hummelo en Keppel ·
Hurwenen  ·
Kerkwijk ·
Keppel ·
Kesteren ·
Laren · 
Lichtenvoorde ·
Lienden ·
Lingewaal · 
Maurik ·
Millingen aan de Rijn ·
Nederhemert ·
Neede ·
Neerijnen ·
Netterden ·
Niftrik ·
Nijbroek ·
Ophemert ·
Overasselt ·
Pannerden ·
Poederoijen · 
Renkum ·
Rijnwaarden ·
Rossum ·
Ruurlo ·
Steenderen ·
Terborg ·
Twello ·
Ubbergen ·
Valburg ·
Varik ·
Vorden ·
Vuren ·
Waardenburg ·
Wadenoijen ·
Wamel ·
Wehl ·   
Warnsveld ·
Wisch ·
Zeddam ·
Zelhem ·
Zoelen ·
Zuilichem 

Dorps-, heerlijkheids- en stadswapens: 

Acquoy 
· Baak 
· Barlham 
· Bredevoort 
· Doreweerd 
· Elden
· Enspijk 
· Gellicum 
· Groessen 
· Hakfort 
· Hellouw 
· IJzendoorn 
· Kell  
· Lede en Oudewaard 
· Lichtenberg 
· Loil 
· Maasbommel 
· Meijnerswijk 
· Meteren 
· Middagten 
· Rhenoy 
. Rumpt
· Tricht 
· Verwolde 
· Wildenborch